# (6035) Citlaltépetl
(6035) Citlaltépetl, désignation internationale (6035) Citlaltepetl, est un astéroïde de la ceinture principale.

## Description
(6035) Citlaltépetl est un astéroïde de la ceinture principale. Il fut découvert par Eric Walter Elst le 27 juillet 1987 à l'observatoire de Haute-Provence. Il présente une orbite caractérisée par un demi-grand axe de 2,31 UA, une excentricité de 0,217 et une inclinaison de 23,99° par rapport à l'écliptique.
Il fut nommé d'après le volcan dormant Citlaltépetl qui est aussi la plus grande montagne du Mexique près de la ville de Orizaba.

## Compléments